# Escualosa
Escualosa es un género de peces de la familia Clupeidae, del orden Clupeiformes. Este género marino fue descrito por primera vez en 1940 por Gilbert Percy Whitley.

## Especies
Especies reconocidas del género:
- Escualosa elongata Wongratana, 1983
- Escualosa thoracata (Valenciennes, 1847)